# Asperpunctatus nigrus
Asperpunctatus nigrus är en stekelart som beskrevs av Wang 1989. Asperpunctatus nigrus ingår i släktet Asperpunctatus och familjen brokparasitsteklar. Inga underarter finns listade.